# Sergio Della Sala
Sergio Della Sala (né le 22 octobre 1955) est un neuroscientifique, éditeur de la revue scientifique Cortex.

## Biographie
Il a étudié aux universités de Milan (Italie), Berkeley (États-Unis),  et au Medical Research Council à Cambridge (Royaume-Uni).
Il a occupé des postes dans les universités de Milan, Perth (Australie), Aberdeen (Royaume-Uni) et travaille actuellement (2020) à l'université d'Édimbourg en tant que professeur de neurosciences cognitives humaines. Son principal domaine d'étude est la relation entre le cerveau et le comportement. Il est l'auteur de plus de 600 articles expérimentaux évalués par des pairs et éditeur de la revue scientifique Cortex.